# In A World Like This Tour
In A World Like This Tour fue la gira de Backstreet Boys en el vigésimo aniversario del grupo que comenzó el 2 de agosto en Estados Unidos. También es la primera gira tras el regreso en 2012 de Kevin Richardson, uno de sus miembros originales que se había retirado del grupo en 2006.
Además de sus antiguos éxitos, los Backstreet Boys también realizarán nuevas canciones de su nuevo álbum In A World Like This

## Antecedentes
Noticias de la gira fueron lanzados por primera vez en enero de 2013, con paradas previstas para China (conocido como 20th Anniversary Tour) la cual comenzó el 25 de mayo de 2013 y finalizó el 10 de junio de 2013. Desde el anuncio inicial, la banda recibió una estrella en el Hollywood Walk of Fame y publicó el tráiler de su próximo documental. En mayo de 2013, Nick Carter hizo una llamada telefónica al programa al aire con Ryan Seacrest para contar que la banda estaba planeando una gira por Norteamérica, la cual contara también con el lanzamiento del nuevo álbum. La banda anunció oficialmente la gira en el programa Good Morning America. Poco más tarde AJ McLean, contó que el concierto tendrá un toque teatral, interpretada como una mini-película la cual contara con sus antiguas canciones y las nuevas del reciente álbum.

### Incidente en Chicago
La actuación en el FirstMerit Banco Pavilion se vio interrumpida debido al toque de queda de la ciudad. Justo cuando estaba previsto que el concierto finalizara entró la policía. De acuerdo con un comunicado de Live Nation, el concierto comenzó tarde y esperaba terminar antes del toque de queda. Sin embargo, esta fue cortada a las 22:55, a cinco minutos escasos del toque de queda. El grupo declaró que volvería a Chicago para ofrecer a sus fanes un espectáculo lleno

## Teloneros
- Jesse McCartney (Primera Fase Norteamérica)
- DJ Pauly D (Primera Fase Norteamérica)
- B5* (Grand Prairie, The Woodlands, Cedar Park)
- Baylee Littrell (Primera Fase Norteamérica)
- All Saints (Reino Unido e Irlanda)
- Redrama (Hartwall Arena, Finlandia)
- Avril Lavigne (Tercera Fase Norteamérica)

## Fechas y Localidades Promocionales (llamado 20th Anniversary Tour)
El 20th Anniversary Tour fue un mini tour exclusivamente para China la cual fue hecha para promocionar lo que será el nuevo tour llamado In A World Like This Tour y también su reciente álbum. Esta gira contó con su propio setlist.

### Fase de China
- 25 de mayo de 2013 - Wukesong Arena - Pekín, China.
- 28 de mayo de 2013 - Shanghái Grand Stage - Shanghái, China.
- 31 de mayo de 2013 - Sichuan Arena - Chengdu, China.
- 2 de junio de 2013 - Fujian Gymnasium - Fuzhou, China.
- 6 de junio de 2013 - Nanjing Wutaishan Jinbang Gymnasium - Nankín, China.
- 8 de junio de 2013 - Haixinsha Arena - Cantón, China.
- 10 de junio de 2013 - Gardens of Orange Isle - Changsa, China.

### Setlist 20th Anniversary Tour
Este listado de canciones fue realizado el 25 de mayo de 2013 en China
1. "The Call (canción)"
2. "Don't Want You Back"
3. "Incomplete"
4. "Permanent Stain"
5. "All I Have To Give"
6. "As Long As You Love Me (canción de Backstreet Boys)"
7. "Show 'Em What You're Made Of"
8. "Show Me the Meaning of Being Lonely"
9. "Breathe"
10. "I'll Never Break Your Heart"
11. "We've Got It Goin' On"
12. "The One (canción de Backstreet Boys)"
13. "Love Somebody"
14. "More Than That"
15. "In A World Like This (canción)"
16. "I Want It That Way"
17. "Everybody (Backstreet's Back)"
18. "Larger Than Life"

## Setlist In A World Like This Tour
Por lo general, un espectáculo de esta gira consta de 22 a 23 canciones, incluido un conjunto acústico de 4 a 5 canciones durante las cuales los miembros del grupo tocan instrumentos. Kevin Richardson toca el teclado, Brian Littrell y Nick Carter tocan la guitarra acústica, Howie Dorough toca el bajo y AJ McLean toca la percusión y el cajón.
El set acústico comienza con una interpretación a cappella de "Safest Place to Hide" (reemplazada por "Drowning" desde mayo de 2014), e incluye una canción comodín que varía entre los espectáculos, como "Back to Your Heart" en Tuscaloosa,"Just Want To You Know" en Ámsterdam, "Trust Me" en Londres, "Siberia" en Mánchester y "Just To Be Close" en Kuala Lumpur. 
1. " The Call"
2. "Don't Want You Back"
3. "Incomplete"
4. "Permanent Stain"
5. "All I Have To Give"
6. " As Long As You Love Me"
7. "Show 'Em What You're Made Of"
8. "Show Me the Meaning of Being Lonely"
9. "Breathe"
10. "I'll Never Break Your Heart"
11. "We've Got It Goin' On"
12. "Safest Place to Hide" (A capela )
13. "10,000 Promises" (Acústico)
14. "Madeleine" (Acústico)
15. "Quit Playing Games (With My Heart)" (Acústico)
16. " The One"
17. "Love Somebody"
18. "More Than That"
19. " In A World Like This"
20. "I Want It That Way"

Encore:
1. "Everybody (Backstreet's Back)"
2. "Larger Than Life"

- A partir de la segunda etapa asiática en octubre de 2013, "More Than That" fue reemplazada por " Shape Of My Heart" y "Safest Place to Hide" fue reemplazado por "Drowning" a partir del show de San Diego en mayo de 2014.

## Calendario de la gira

### Fase de Estados Unidos y Canadá
- 2 de agosto de 2013 - Charter One Pavilion - Chicago, Estados Unidos.
- 3 de agosto de 2013 - Verizon Wireless Amphitheater - Saint Louis, Estados Unidos.
- 4 de agosto de 2013 - Huntington Center - Toledo, OH, Estados Unidos.
- 6 de agosto de 2013 - Bell Centre - Montreal, QC, Canadá.
- 7 de agosto de 2013 - Molson Canadian Amphitheatre - Toronto, ON, Canadá.
- 8 de agosto de 2013 - DTE Energy Music Theatre - Clarkston, MI, Estados Unidos.
- 9 de agosto de 2013 - PNC Pavilion @ Riverbend Music Center - Cincinnati, OH, Estados Unidos.
- 10 de agosto de 2013 - Jacobs Pavilion at Nautica - Cleveland, OH, Estados Unidos.
- 12 de agosto de 2013 - Bank of America Pavilion - Boston, MA, Estados Unidos.
- 13 de agosto de 2013 - Nikon At Jones Beach Theater - Wantagh, NY, Estados Unidos.
- 15 de agosto de 2013 - PNC Bank Arts Center - Holmdel, NJ, Estados Unidos.
- 16 de agosto de 2013 - Susquehanna Bank Center - Camden, NJ, Estados Unidos.
- 17 de agosto de 2013 - Farm Bureau Live At Virginia Beach - Virginia Beach, VA, Estados Unidos.
- 20 de agosto de 2013 - Time Warner Cable Music Pavilion - Raleigh, NC, Estados Unidos.
- 21 de agosto de 2013 - Verizon Wireless Amphitheater - Charlotte, NC, Estados Unidos.
- 22 de agosto de 2013 - Chastain Park Amphitheater - Atlanta, GA, Estados Unidos.
- 23 de agosto de 2013 - Live Nation Amphitheatre at Florida State Fairgrounds - Tampa, FL, Estados Unidos.
- 25 de agosto de 2013 - Cruzan Amphitheatre - W. Palm Beach, FL, Estados Unidos.
- 30 de agosto de 2013 - Verizon Theatre at Grand Prairiel - Grand Prairie, TX, Estados Unidos.
- 31 de agosto de 2013 - Cynthia Woods Mitchell Pavilion - The Woodlands, TX, Estados Unidos.
- 5 de septiembre de 2013 - Comerica Theatre - Phoenix, AZ, Estados Unidos.
- 6 de septiembre de 2013 - Verizon Wireless Amphitheatre - Irvine, CA, Estados Unidos.
- 7 de septiembre de 2013 - Mandalay Bay Events Center - Las Vegas, NV, Estados Unidos.
- 8 de septiembre de 2013 - Sleep Train Pavilion - Concord, CA, Estados Unidos.

### Fase de Japón
- 2 de octubre de 2013 - Nippon Gaishi Hall - Nagoya, Japón.
- 3 de octubre de 2013 - Nippon Gaishi Hall - Nagoya, Japón.
- 5 de octubre de 2013 - Hamamatsu Arenas - Shizuoka, Japón.
- 7 de octubre de 2013 - Green Arena - Hiroshima, Japón.
- 8 de octubre de 2013 - International Center - Fukuoka, Japón.
- 11 de octubre de 2013 - Saitama Super Arena - Tokio, Japón.
- 12 de octubre de 2013 - Saitama Super Arena - Tokio, Japón.
- 13 de octubre de 2013 - Saitama Super Arena - Tokio, Japón.
- 15 de octubre de 2013 - World Hall - Kobe, Japón.
- 16 de octubre de 2013 - World Hall - Kobe, Shanghái.

### Segunda Fase de Estados Unidos
- 4 de diciembre de 2013 - Ace of Spades - Sacramento, CA, Estados Unidos.
- 6 de diciembre de 2013 - The Chicago Theatre - Chicago, IL, Estados Unidos.
- 8 de diciembre de 2013 - Family Arena - St.Charles, MO, Estados Unidos.
- 9 de diciembre de 2013 - House of Blues - Cleveland, HO, Estados Unidos.
- 10 de diciembre de 2013 - Peterson Events Center - Pittsburg, PA, Estados Unidos.
- 13 de diciembre de 2013 - SECU Arena at Towson University - Towson, MD, Estados Unidos.
- 14 de diciembre de 2013 - Oakdale Theatre - Wallingford, CT, Estados Unidos.
- 16 de diciembre de 2013 - Arena at Gwinnett Center - Duluth, GA, Estados Unidos.
- 17 de diciembre de 2013 - House of Blues Orlando - Lake Buena Vista, FL, Estados Unidos.
- 18 de diciembre de 2013 - Bayou Music Center - Houston, TX, Estados Unidos.

## In A World Like This Tour 2014

### Fase de Europa
- 18 de febrero de 2014 - Campo Pequeno - Lisboa, Portugal.
- 19 de febrero de 2014 - Palacio Vistalegre - Madrid, España.
- 20 de febrero de 2014 - Sant Jordi Club - Barcelona, España.
- 22 de febrero de 2014 - Foro - Milán, Italia.
- 23 de febrero de 2014 - Torwar - Warsaw, Polonia.
- 24 de febrero de 2014 - Minsk Sports Palace - Minsk, Bielorrusia.
- 26 de febrero de 2014 - Crocus City Hall - Moscow, Rusia.
- 27 de febrero de 2014 - A2 Arena - St.Petersburg, Rusia.
- 3 de marzo de 2014 - Olimpiahalle - Múnich, Alemania.
- 4 de marzo de 2014 - O2 Arena - Berlín, Alemania.
- 7 de marzo de 2014 - Hartwall - Helsinki, Finlandia.
- 8 de marzo de 2014 - DNB Arena - Stravanger, Noruega.
- 9 de marzo de 2014 - Oslo Spektrum - Oslo, Noruega.
- 10 de marzo de 2014 - Trondheim Spektrum - Trondheim, Noruega.
- 11 de marzo de 2014 - Bergenhus Festning - Bergen, Noruega.
- 13 de marzo de 2014 - Hovet - Estocolmo, Suecia.
- 14 de marzo de 2014 - Scandinavium - Gotemburgo, Suecia.
- 15 de marzo de 2014 - Foro de Copenhague - Copenhague, Dinamarca.
- 17 de marzo de 2014 - König Pilsener Arena - Oberhausen, Alemania.
- 18 de marzo de 2014 - Cenit - París, Francia.
- 19 de marzo de 2014 - Hallensatadion- Zúrich, Suiza.
- 20 de marzo de 2014 - SAP Arena - Mannheim, Alemania.
- 22 de marzo de 2014 - Sportpaleis - Amberes, Bélgica.
- 23 de marzo de 2014 - TUI Arena - Hannover, Alemania.
- 24 de marzo de 2014 - Ahoy Rotterdam - Róterdam, Holanda.
- 26 de marzo de 2014 - LG Arena Birminghan - Birmingham, Reino Unido.
- 28 de marzo de 2014 - ISS Dome - Dusseldorf, Alemania.
- 29 de marzo de 2014 - O2 World - Hamburg, Alemania.
- 30 de marzo de 2014 - Heineken Music Hall - Ámsterdam, Holanda.
- 1 de abril de 2014 - O2 Arena - Dublín, Irlanda.
- 3 de abril de 2014 - Hydro - Glasgow, Reino Unido.
- 4 de abril de 2014 - O2 Arena - London, Reino Unido.
- 5 de abril de 2014 - Manchester Arena - Mánchester, Reino Unido.

### Tercera Fase de Estados Unidos y Canadá
- 3 de mayo de 2014 - Moncton Coliseum Arena - Moncton, Canadá.
- 4 de mayo de 2014 - Halifax Metro Centre - Halifax, Canadá.
- 6 de mayo de 2014 - Rogers K-Rock Centre - Kingston, Canadá.
- 7 de mayo de 2014 - Budweiser Gardens - London, Canadá.
- 8 de mayo de 2014 - First Ontario Centre - Hamilton, Canadá.
- 11 de mayo de 2014 - MTS Centre - Winnipeg, Canadá.
- 13 de mayo de 2014 - Mosaic Place - Moose Jaw, Canadá.
- 14 de mayo de 2014 - Enmax Centre - Lethbridge, Canadá.
- 16 de mayo de 2014 - Scotiabank Saddledome - Calgary, Canadá.
- 17 de mayo de 2014 - Rexall Place - Edmonton, Canadá.
- 18 de mayo de 2014 - EnCana Events Centre - Dawson Creek, Canadá.
- 20 de mayo de 2014 - Rogers Arena - Vancouver, Canadá.
- 22 de mayo de 2014 - WaMu Theatre  - Seattle, Estados Unidos.
- 24 de mayo de 2014 - Sleep Train Amphitheatre  - Wheatland, Estados Unidos.
- 25 de mayo de 2014 - Shoreline Amphitheatre  - Mountain View, Estados Unidos.
- 28 de mayo de 2014 - Viejas Arena  - San Diego, Estados Unidos.
- 29 de mayo de 2014 - The Forum  - Iglewood, Estados Unidos.
- 30 de mayo de 2014 - Planet Hollywood  - Las Vegas, Estados Unidos.
- 31 de mayo de 2014 - Planet Hollywood  - Las Vegas, Estados Unidos.
- 2 de junio de 2014 - Isleta Amphitheatre  - Albuquerque, Estados Unidos.
- 4 de junio de 2014 - American Bank Center Arena  - Corpus Christi, Estados Unidos.
- 5 de junio de 2014 - Cynthia Woods Mitchell Pavilion  - The Woodlands, Estados Unidos.
- 6 de junio de 2014 - Chesapeake Energy Arena  - Oklahoma City, Estados Unidos.
- 7 de junio de 2014 - Starlight Theatre  - Kansas City, Estados Unidos.
- 9 de junio de 2014 - CenturyLink Center  - Omaha, Estados Unidos.
- 10 de junio de 2014 - Xcel Energy Center  - Saint Paul, Estados Unidos.
- 11 de junio de 2014 - FirstMerit Bank Pavilion  - Chicago, Estados Unidos.
- 13 de junio de 2014 - Klipsch Music Center  - Noblesville, Estados Unidos.
- 14 de junio de 2014 - First Niagra Pavilion  - Burgettstown, Estados Unidos.
- 15 de junio de 2014 - Riverbend Music Center  - Cincinnati, Estados Unidos.
- 17 de junio de 2014 - DTE Energy Music Theatre  - Clarkston, Estados Unidos.
- 18 de junio de 2014 - Darien Lake Performing Arts Center  - Darien Center, Estados Unidos.
- 20 de junio de 2014 - Comcast Center  - Mansfield, Estados Unidos.
- 21 de junio de 2014 - Susquehanna Bank Center  - Camden, Estados Unidos.
- 22 de junio de 2014 - Nikon At Jones Beach Theatre  - Wantagh, Estados Unidos.

### Segunda Fase de Europa
- 29 de junio de 2014 - Ipswich Chantry Park - Ipswich, Reino Unido.
- 6 de julio de 2014 - Hyde Park - London, Reino Unido.
- 9 de julio de 2014 - Skovdalen - Aalborg, Dinamarca.
- 10 de julio de 2014 - Ballerup Super Arena - Ballerup, Dinamarca.
- 11 de julio de 2014 - Odderoya Live - Kristiansand, Noruega.
- 12 de julio de 2014 - Kongsten Fort - Fredrikstad, Noruega.
- 15 de julio de 2014 - Stadthalle - Vienna, Austria.
- 17 de julio de 2014 - Live At Sunset - Zúrich, Suiza.
- 18 de julio de 2014 - Moon and Stars Festival - Locarno, Suiza.
- 22 de julio de 2014 - Arena della Regina - Cattolica Rimini, Italia.
- 23 de julio de 2014 - Piazza Napoleone - Lucca, Italia.
- 27 de julio de 2014 - ERGO Arena - Gdańsk, Polonia.

## In A World Like This Tour 2015

### Fase de Asia y Oceanía
- 16 de abril de 2015 - Wuhan Gymnasium - Wuhan, China.
- 18 de abril de 2015 - Mastercard Center - Beijing, China.
- 19 de abril de 2015 - Zhongsheng Arena - Dalian, China.
- 22 de abril de 2015 - Star Hall - KITEC - Hong Kong, Hong Kong.
- 23 de abril de 2015 - Star Hall - KITEC  - Hong Kong, Hong Kong.
- 24 de abril de 2015 - CotaiArena - Macau, China.
- 26 de abril de 2015 - Chongqing Exhibition Center - Chongquing, China.
- 28 de abril de 2015 - Shanghai Grand Stage - Shanghái, China.
- 30 de abril de 2015 - TPEC Gymnasium - Taipéi, Taiwán.
- 2 de mayo de 2015 - The Star Theatre - Singapur, Singapur.
- 3 de mayo de 2015 - Stadium Negara - Kuala Lumpur, Malasia.
- 5 de mayo de 2015 - Mall of Asia Arena - Manila, Filipinas.
- 6 de mayo de 2015 - Impact Arena - Bangkok, Tailandia.
- 8 de mayo de 2015 - Rod Laver Arena - Melbourne, Australia.
- 9 de mayo de 2015 - Allphones Arena - Sídney, Australia.
- 10 de mayo de 2015 - Brisbane Entertainment Centre - Boondall, Australia.
- 12 de mayo de 2015 - Vector Arena - Auckland, Nueva Zelanda.
- 15 de mayo de 2015 - Perth Arena - Perth, Australia.
- 19 de mayo de 2015 - Ra'Anana Amphitheatre - Ra'anana, Israel.
- 20 de mayo de 2015 - Ra'Anana Amphitheatre - Ra'anana, Israel.
- 21 de mayo de 2015 - Ra'Anana Amphitheatre - Ra'anana, Israel.

### Fase de Latinoamérica
- 6 de junio de 2015 - Chevrolet Hall - Recife, Brasil.
- 8 de junio de 2015 - Citibank Hall - Río de Janeiro, Brasil.
- 9 de junio de 2015 - Chevrolet Hall - Belo Horizonte, Brasil.
- 11 de junio de 2015 - Citibank Hall - Río de Janeiro, Brasil.
- 12 de junio de 2015 - Credicard Hall - Sao Paulo, Brasil.
- 13 de junio de 2015 - Credicard Hall - Sao Paulo, Brasil.
- 14 de junio de 2015 - Credicard Hall - Sao Paulo, Brasil.
- 15 de junio de 2015 - Pepsi On Stage - Porto Alegre, Brasil.
- 17 de junio de 2015 - Luna Park - Buenos Aires, Argentina.
- 19 de junio de 2015 - Movistar Arena - Santiago, Chile.
- 22 de junio de 2015 - Auditorio Nacional - Ciudad de México, México.
- 23 de junio de 2015 - Auditorio Nacional - Ciudad de México, México.
- 24 de junio de 2015 - Auditorio Nacional - Ciudad de México, México.
- 25 de junio de 2015 - Auditorio Nacional - Ciudad de México, México.
- 27 de junio de 2015 - Auditorio Telmex - Guadalajara, México.
- 28 de junio de 2015 - Auditorio Banamex - Monterrey, México.

## Cancelaciones y espectáculos reprogramados
- 26 de mayo de 2013 - Shenzhen Bay Sports Center Gymnasium - Shenzhen, China.    Espectáculo Cancelado
- 4 de agosto de 2013 - Toledo Zoo Amphitheater - Toledo, OH, Estados Unidos.    Trasladado al Huntington Center
- 27 de junio de 2014 - Echo Arena - Liverpool, Reino Unido.    Espectáculo Cancelado
- 28 de junio de 2014 - Weston-Super-Mare Beach - Weston-Super-Mare, Reino Unido.    Espectáculo Cancelado
- 19 de julio de 2014 - Essen Stadion - Essen, Alemania.    Espectáculo Cancelado
- 25 de julio de 2014 - Waldbuhne - Berlín, Alemania.    Espectáculo Cancelado
- 26 de julio de 2014 - Volkerschlachtdenkmal - Leipzig, Alemania.    Espectáculo Cancelado
- 29 de julio de 2014 - Ra'Anana Amphitheatre - Ra'anana, Israel.    Pospuesto
- 30 de julio de 2014 - Ra'Anana Amphitheatre - Ra'anana, Israel.    Pospuesto
- 31 de julio de 2014 - Ra'Anana Amphitheatre - Ra'anana, Israel.    Pospuesto

## Taquilla
| Lugar                                | Ciudad           | Venta de entradas/Disponible | Ingresos Brutos |
| ------------------------------------ | ---------------- | ---------------------------- | --------------- |
| Bell Centre                          | Montreal         | 14,448 / 14,448 (100%)       | $837,941        |
| Jacksonville Veterans Memorial Arena | Jacksonville     | 3,562 / 6,717 (53%)          | $217,507        |
| Tuscaloosa Amphitheater              | Tuscaloosa       | 6,484 / 6,484 (100%)         | $264,289        |
| Verizon Theatre at Grand Prairie     | Grand Prairie    | 5,402 / 6,157 (88%)          | $309,423        |
| O2 World Hamburg                     | Hamburg          | 6,835 / 8,152 (84%)          | $503,925        |
| Hallenstadion                        | Zürich           | 9,059 / 13,000 (67%)         | $686,695        |
| Moncton Coliseum                     | Moncton          | 4,770 / 4,770 (100%)         | $254,490        |
| Halifax Metro Centre                 | Halifax          | 7,340 / 7,340 (100%)         | $378,819        |
| Budweiser Gardens                    | Londres, Ontario | 5,321 / 6,293 (85%)          | $361,503        |
| The AXIS                             | Las Vegas        | 5,976 / 9,594 (62%)          | $474,874        |
| Phones 4u Arena                      | Mánchester       | 10,162 / 10,814 (94%)        | $552,924        |
| The Forum                            | Inglewood        | 9,310 / 10,287 (91%)         | $422,260        |
| O2 Arena                             | Londres          | 15,096 / 15,504 (97%)        | $877,687        |
| O2 World                             | Berlín           | 10,059 / 12,575 (80%)        | $640,162        |
| Sportpaleis                          | Antwerp          | 12,466 / 14,129 (88%)        | $829,556        |
| Rogers K-Rock Centre                 | Kingston         | 4,346 / 4,346 (100%)         | $290,565        |
| FirstOntario Centre                  | Hamilton         | 7,722 / 9,295 (83%)          | $502,815        |
| DTE Energy Music Center              | Clarkston, MI    | 13,708 / 14,530 (94%)        | $419,043        |
| Auditorio Nacional                   | Ciudad de México | 40,000 / 40,000 (100%)       | $2,000,000      |
| Total                                | Total            | 152,066 / 174,435 (87%)      | $8,824,478      |